# Saint-Geniès-des-Mourgues
Saint-Geniès-des-Mourgues är en kommun i departementet Hérault i regionen Occitanien i södra Frankrike. Kommunen ligger i kantonen Castries som tillhör arrondissementet Montpellier. År 2022 hade Saint-Geniès-des-Mourgues 2 112 invånare.

## Befolkningsutveckling
Antalet invånare i kommunen Saint-Geniès-des-Mourgues
Referens:INSEE